# Георг Раймер
Георг Раймер (нім. Georg Reimer; 21 липня 1888, Штасфурт — 25 липня 1974, Бад-Гарцбург) — німецький офіцер, керівний співробітник ОКМ, віце-адмірал крігсмаріне (1 квітня 1942).

## Біографія
1 квітня 1906 року вступив у ВМФ. Пройшов підготовку у військово-морському училищі зі спеціальним курсом (1908). Служив на навчальному судні «Король Вільгельм» (1909-10, 1912-13), на легкому крейсері «Емден» (1910-12). З 1 жовтня 1913 року — в 2-й торпедній дивізії. Учасник Першої світової війни, служив на торпедних катерах, з 29 жовтня 1918 року — командир 14-ї торпедної півфлотилії.
З 22 червня 1919 по 31 січня 1920 року перебував у полоні. Після звільнення зарахований на флот. З 3 жовтня 1921 по 6 березня 1922 року виконував обов'язки командира 2-ї флотилії. Закінчив торпедні курси (1922). З 7 березня 1922 року — командир роти корабельної кадрованій дивізії «Нордзе», з 1 квітня 1922 року — 3-ї півфлотилії. 4 жовтня 1923 року переведений в Морське керівництво начальником відділу Управління флоту. З 26 вересня 1927 року — 1-й офіцер крейсера «Німфа», з 24 вересня 1928 року — лінійного корабля «Ельзас», з 25 лютого 1930 року — лінійного корабля «Шлезвіг-Гольштейн». 7 жовтня 1930 року направлений на службу у військово-морське училище в Мюрвіку, а 24 березня 1932 року очолив училище торпедних частин і зв'язку. З 6 червня 1933 року — начальник штабу інспектора бойової підготовки. 29 вересня 1934 року призначений інспектором депо ВМФ. З 1 жовтня 1935 року — інспектор морських озброєнь, з 16 листопада 1936 року — морських артилерійських озброєнь.
6 травня 1937 року призначений на адміністративну посаду начальника 2-ї військово-економічної інспекції (Штеттін). З 8 червня 1940 року — інспектор озброєнь в Нідерландах. 1 грудня 1942 року зарахований в розпорядження командувача-адмірала військово-морської станції «Нордзе». 31 травня 1943 року вийшов у відставку.

## Нагороди
- Колоніальна медаль (Німецька імперія) із застібкою PONAPE 1910/11
- Залізний хрест 2-го і 1-го класу
- Колоніальний знак
- Почесний хрест ветерана війни з мечами
- Медаль «За вислугу років у Вермахті» 4-го, 3-го, 2-го і 1-го класу (25 років; 2 жовтня 1936) — отримав 4 нагороди одночасно.
- Хрест Воєнних заслуг 2-го класу з мечами